# Antonio Troitiño
Antonio Troitiño Arranz (* 26. Juni 1957 in Tariego de Cerrato, Comarca El Cerrato, Provinz Palencia; † 17. Dezember 2021 in Irun) war ein spanischer Terrorist.
Troitiño war als Angehöriger der ETA wegen Mordes in 22 Fällen in mehreren Verfahren zu insgesamt mehr als 2700 Jahren Haft verurteilt. Am 13. April 2011 wurde er nach mehr als 24 Jahren Haft von der Audiencia Nacional de España auf freien Fuß gesetzt. Mit von der vorherigen Entscheidung abweichender Rechtsinterpretation ordnete die Audiencia Nacional am 19. April 2011 die erneute Festnahme und Fortdauer der Haft an.